# Bierschinken

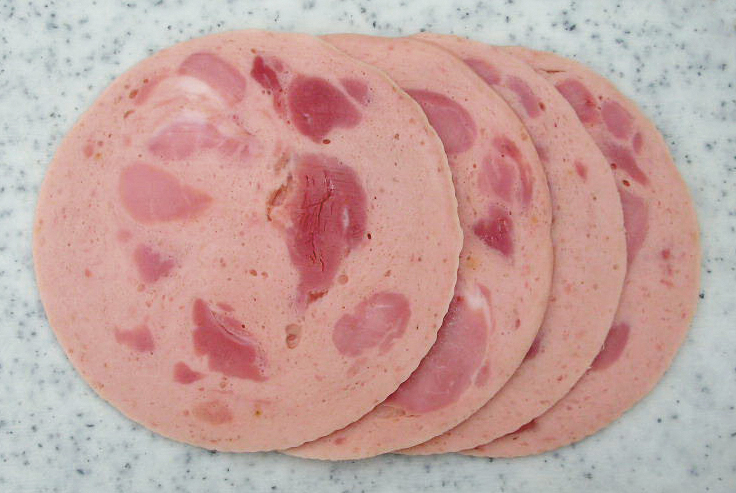
Bierschinken en rodajas.

La bierschinken (en alemán literalmente ‘jamón a la cerveza’) o schinkenwurst (‘salchicha de jamón’), llamada krakauer en Austria y Suiza, es una brühwurst (salchicha escaldada alemana) hecha con carne de cerdo, ternera o ave (no mezclada) en salazón, panceta y especias con trozos gruesos de cerdo insertados, por ejemplo de jamón. Suele venir ahumada. Se toma como fiambre en rodajas.
En contra de lo que podría sugerir su nombre, la bierschinken no lleva cerveza (bier), procediendo del hecho de que se toma a menudo acompañando a esta bebida.